# Automotive Industries
Automotive Industries Ltd. (hebrejsky: תעשיות רכב נצרת עלית, תע"ר, Ta'asjot rechev Naceret ilit) je izraelská automobilka zabývající se zejména výrobou automobilů pro izraelské bezpečnostní složky.
Sídlo společnosti je ve městě Nazaret. Automobilka byla založena v roce 1966 a zabývala se výrobou dvoudveřových čtyřmístných terénních automobilů s komponenty vozů Jeep. K pohonu těchto vozů sloužil čtyřlitrový motor o výkonu 182 koní. Většina těchto vozů byla odebrána izraelskou armádou, některé byly vyvezeny do Afriky nebo Střední Ameriky. Od roku 2002 se automobilka zabývá výrobou typu Storm, který technicky vychází z vozu Jeep Wrangler.

## Modely
- Willys MB [kompletace] – (1966–1983)
- AIL M325 Command Car
- AIL Abir – (1966–1987)
- AIL Storm – (1987–)
- HMMWV [kompletace]
- AIL Desert Raider – (1998–)